# Conophyma poimazaricum
Conophyma poimazaricum är en insektsart som beskrevs av Sergeev och Pokivajlov 1997. Conophyma poimazaricum ingår i släktet Conophyma och familjen Dericorythidae. Inga underarter finns listade i Catalogue of Life.